# Serafim Ciceagov
Serafim Ciceagov (în rusă Серафи́м Чичагов, născut Leonid Mihailovici Ciceagov; n. 21 ianuarie 1856, Sankt Petersburg, Imperiul Rus – d. 11 decembrie 1937, poligonul Butovo⁠(d), RSFS Rusă, URSS) a fost un cleric al Bisericii Ortodoxe Ruse, victimă a regimului sovietic, care a fost canonizat în 1997.

## Biografie

### Tinerețea și cariera militară

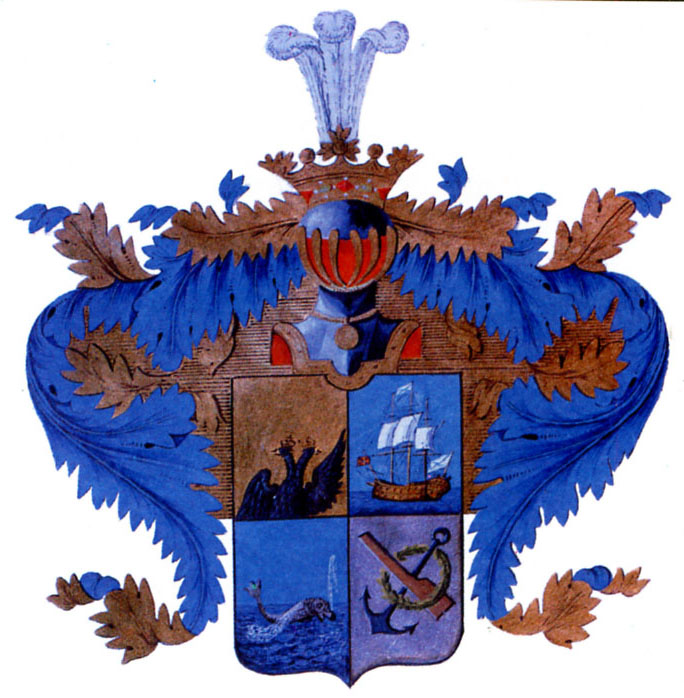
Stema familiei Ciceagov

Leonid Ciceagov s-a născut într-o familie nobiliară cu tradiție militară. A urmat Academia Militară de Artilerie și a participat la Războiul Ruso-Turc din 1877–1878, unde s-a distins prin curaj și a fost decorat cu Crucea Sfântului Gheorghe.

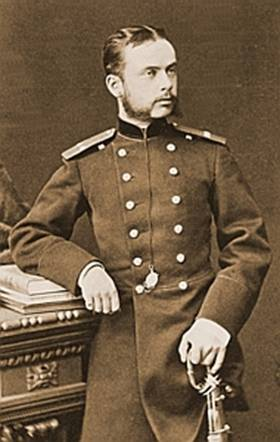
Ciceagov ca militar

### Convertirea și preoția
După război, influențat de întâlnirea cu Ioan de Kronstadt, a renunțat la cariera militară și a devenit preot. În 1898, după decesul soției sale, a fost tuns în monahism sub numele de Serafim și a fost hirotonit episcop.

### Activitatea în Basarabia

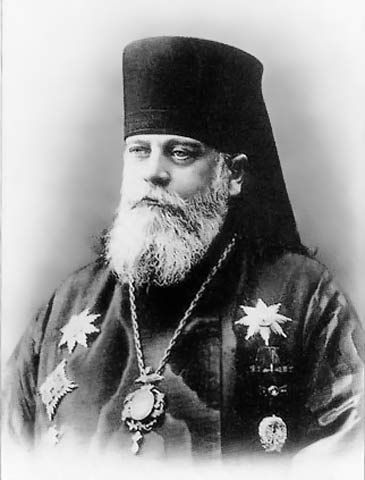
Ciceagov în 1912, ca episcop de Chișinău și Hotin

În perioada 1908–1914, Serafim Ciceagov a fost episcop al Chișinăului și al Hotinului. În acest interval, a inițiat mai multe proiecte de construcție a bisericilor și a promovat educația religioasă.
Activitatea sa în Basarabia a fost marcată însă și de controverse legate de politica de rusificare promovată de autoritățile țariste. De la bun început, a trecut la măsuri represive de diminuare a manifestărilor românești, prin arderea demonstrativă în curtea Palatului eparhial a bibliotecii ieromonahului Gurie Grosu, care conducea revista Luminătorul. El a interzis oficierea de slujbe în limba română, a destituit preoții de etnie română sau i-a transferat în afara Guberniei Basarabia. El a mai promovat ideea că moldovenii sunt un popor diferit de români.
Aceste politici au avut consecințe negative asupra identității naționale a românilor basarabeni, efecte resimțite și în prezent. 
El a fost sprijinit de filiala basarabeană a Sotniilor negre. În 1909 a fost ales președinte de onoare a filialei din ținutul Akkerman a Uniunii poporului rus.

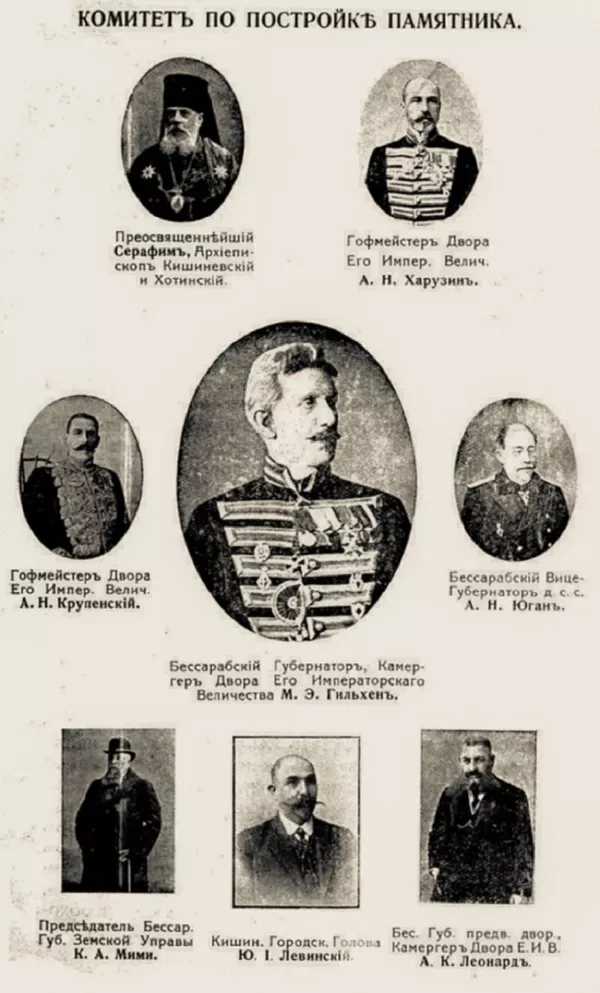
Membrii comisiei pentru construirea monumentului lui Alexandru I la Chișinău, 1911. În ordinea acelor de ceasornic: arhiepiscopul Serafim, Aleksei Haruzin, fostul guvernator, Aleksandr Iugan, vice-guvernator al Basarabiei, Aleksandr Leonard, conducător al nobilimii basarabene, Iulian Levinski, primarul de Chișinău, Constantin Mimi, latifundiar basarabean, Aleksandr Krupensky, mareșal al nobilimii din Basarabia și guvernatorul Basarabiei, Mihail Ghilhen în prim-plan.

### Ultimii ani și moartea

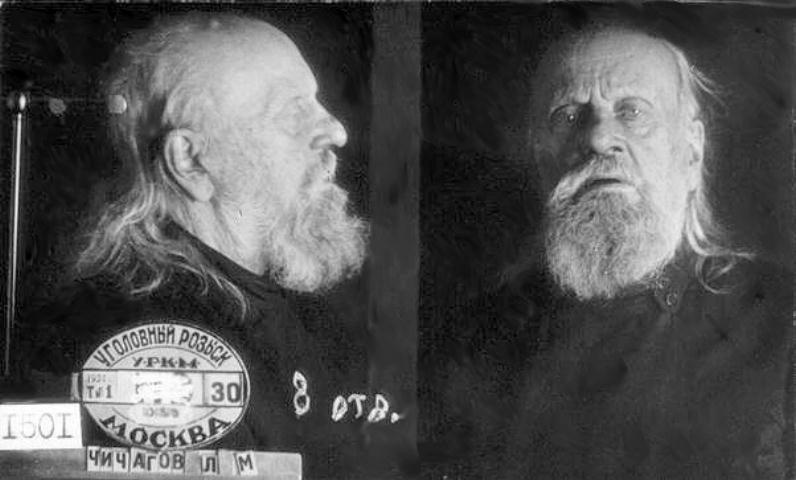
Ciceagov cu puțin timp înainte de a fi executat

În 1928 a devenit mitropolit de Petrograd. În 1933, din cauza vârstei înaintate și a problemelor de sănătate, s-a retras din funcțiile ecleziastice. În 1937 a fost arestat sub acuzația de propagandă monarhistă și executat prin împușcare la 11 decembrie 1937, la poligonul Butovo din Moscova. În 1997 a fost canonizat de Biserica Ortodoxă Rusă ca nou martir.